# Jerzykowate
Jerzykowate (Apodidae) – rodzina ptaków z rzędu krótkonogich (Apodiformes). 

## Występowanie
Rodzina obejmuje gatunki występujące w Eurazji, Afryce, Ameryce oraz Australii i Oceanii.

## Charakterystyka
Obejmuje ptaki małe lub średnie, o długich, ostro zakończonych skrzydłach i krótkich dziobach z szeroką paszczą, ułatwiających chwytanie owadów w locie. Jerzyki mają bardzo krótkie nogi z silnymi stopami i palcami skierowanymi do przodu, co ułatwia chwytanie się nawet pionowych powierzchni, natomiast praktycznie uniemożliwia chodzenie po ziemi. Ptaki te większość życia spędzają w powietrzu. Upierzenie zwykle czarne lub matowobrązowe z białymi akcentami.

## Systematyka
W rodzinie jerzykowatych wyróżniane są dwie podrodziny:
- Cypseloidinae R.K. Brooke, 1970 – cierniosterniki
- Apodinae Olphe-Galliard, 1887 – jerzyki